# Deurne (Holandia)
Deurne – miasto i gmina w prowincji Brabancja Północna w Holandii. W 2014 roku populacja wyniosła 31 669 mieszkańców. Stolicą i największym miastem jest miejscowość o tej samej nazwie.
Przez gminę przechodzi A67 oraz drogi prowincjonalne N270 oraz N604.
Gmina powstała 1 stycznia 1926 roku, gdy władze miejskie gmin Deurne i Liessen oraz Vlierden połączyły się w Deurne.

## Miejscowości w gminie
- Deurne
- Liessel
- Vlierden
- Neerkant
- Helenaveen

## Miasta partnerskie
- Batouri
- Leszno